# L'amore difficile
L'amore difficile è un film del 1962, in quattro episodi, diretto da Alberto Bonucci, Sergio Sollima, Nino Manfredi e Luciano Lucignani. Le quattro parti di cui è composto il film hanno in comune i temi dell'amore e del tradimento. 
Ciascuno dei quattro episodi è tratto da una novella di famosi scrittori italiani, in particolare: Mario Soldati (Il serpente), Alberto Moravia (L'avaro), Italo Calvino (L'avventura di un soldato), Ercole Patti (Le donne).

## Influenza culturale
L'episodio L'avventura di un soldato, sceneggiato, diretto e interpretato da Nino Manfredi e tratto dall'omonimo racconto di Italo Calvino del 1949, è la scena ricordata da Erica Jong nel suo best seller Paura di volare come il prototipo perfetto della "scopata senza cerniera".